# Xylanthemum
Xylanthemum là một chi thực vật có hoa trong họ Cúc (Asteraceae).

## Loài
Chi Xylanthemum gồm các loài: